# Tercera Federación - Grupo XIII 2022-23
La temporada 2022-23 del Grupo XIII de la Tercera Federación de fútbol comenzó el 11 de septiembre de 2022 y finalizó el 23 de abril de 2023. Posteriormente se disputó la promoción de ascenso entre el 30 de abril y el 21 de mayo en su fase territorial, y para finalizar en su fase nacional entre el 28 de mayo y el 4 de junio.Se trata de la segunda edición tras la restructuración de las categorías no profesionales por parte de la RFEF a causa de la pandemia global causada por el Coronavirus; y es la quinta categoría a nivel nacional.

## Sistema de competición
Participan dieciséis clubes encuadrados en un único grupo. Se enfrentan todos contra todos en dos ocasiones -una en campo propio y otra en campo contrario- durante un total de 30 jornadas. El orden de los encuentros se decide por sorteo antes de empezar la competición. La Federación de Fútbol de la Región de Murcia es la responsable de designar las fechas de los partidos y los árbitros de cada encuentro, reservando al equipo local la potestad de fijar el horario exacto de cada encuentro.
Una vez finalizada la competición, el primer clasificado asciende directamente a Segunda Federación y se proclama campeón de Tercera Federación.
Los clasificados entre el segundo y el quinto lugar disputan un Play Off territorial en formato de eliminatorias a doble partido ida y vuelta. En caso de empate el vencedor de la eliminatoria es el equipo mejor clasificado. El equipo vencedor de este Play Off se clasifica a la Promoción de ascenso a Segunda Federación que tiene carácter de final interterritorial.
Los tres últimos clasificados descendían directamente a Preferente Autonómica; pero en el mes de mayo y una vez finalizada la temporada se anunció el acuerdo de la ampliación de la categoría, pasando de dieciséis a dieciocho equipos en cada uno de los grupos de Tercera Federación. En el mes de junio la RFEF lo confirmó en una circular, anunciando que las dos plazas vacantes deben ser propuestas por las federaciones territoriales y aprobadas por la RFEF, amparándose en los artículos 119 y 217 del Reglamento General en los que se da prioridad a los equipos que hayan ocupado puestos de descenso en esta categoría.

## Ascensos y descensos
| Pos. | Ascendidos a 2ª Federación |
| ---- | -------------------------- |
| 1º   | Yeclano Deportivo          |
| 2º   | F. C. Cartagena "B"        |

| Pos. | Descendidos de 2.ª División RFEF |
| ---- | -------------------------------- |
| 13.º | Águilas F. C.                    |
| 15.º | Atlético Pulpileño               |

| Pos.    | Acendidos de Preferente Autonómica |
| ------- | ---------------------------------- |
| 1º GI   | Muleño C.F.                        |
| 1º GII  | Alcantarilla F.C.                  |
| Playoff | C. D. Cieza                        |
| Compra  | Unión Molinense C. F.              |

| Pos. | Descendidos a Preferente Autonómica |
| ---- | ----------------------------------- |
| 12.º | Archena Sport F. C.                 |
| 14.º | C. D. Bala Azul                     |
| 15.º | Cartagena F. C.                     |
| 16.º | Mazarrón F. C.                      |
| 17.º | Huércal-Overa C.F.                  |
| 18.º | U. D. Los Garres                    |

## Equipos participantes
De los 16 equipos participantes en la Temporada 2022-2023 del Grupo XIII de la Tercera Federación, quince tienen su sede en la Provincia de Murcia y uno en la Provincia de Almería.

### Información sobre los equipos
| Equipo                     | Localidad                     | Estadio                  | Capacidad |
| -------------------------- | ----------------------------- | ------------------------ | --------- |
| Águilas F. C.              | Águilas                       | El Rubial                | 4.000     |
| Alcantarilla F. C.         | Alcantarilla                  | Ángel Sornichero         | 800       |
| Atlético Pulpileño         | Pulpí                         | San Miguel               | 2.000     |
| C. D. Bullense Grana       | Bullas                        | Nicolás de las Peñas     | 2.000     |
| U. D. Caravaca             | Caravaca de la Cruz           | El Morao                 | 4.500     |
| C.D. Cieza                 | Cieza                         | La Arboleja              | 5.500     |
| C. A. P. Ciudad de Murcia  | Murcia                        | José Barnés              | 2.500     |
| El Palmar C. F.            | El Palmar (Murcia)            | Polideportivo El Palmar  | 1.000     |
| F. C. La Unión Atlético    | La Unión                      | Municipal de La Unión    | 3.000     |
| C. F. Lorca Deportiva      | Lorca                         | Francisco Artés Carrasco | 8.120     |
| Deportiva Minera           | El Llano del Beal (Cartagena) | Ángel Celdrán            | 2.000     |
| Real Murcia Imperial C. F. | Santomera                     | El Limonar               | 1.500     |
| Muleño C.F.                | Mula                          | Municipal El Curtís      | 4.000     |
| Racing Murcia F. C.        | Las Torres de Cotillas        | Onofre Fernández Verdú   | 500       |
| UCAM Murcia C. F. "B"      | Sangonera la Verde (Murcia)   | El Mayayo                | 2.500     |
| Unión Molinense C. F.      | Molina de Segura              | Sánchez Cánovas          | 4.500     |

| Águilas Alcantarilla Pulpileño Bullense Caravaca Cieza Ciudad de Murcia El Palmar La Unión Lorca Dep. Minera Muleño Murcia Imperial Racing Murcia UCAM "B" Molinense |

### Equipos por provincia
| N.° | Provincia | Equipos |
| --- | --------- | --- |
| 1   | Almería   | Atlético Pulpileño |
| 15  | Murcia    | Águilas F. C., Alcantarilla F. C., C. D. Bullense, U. D. Caravaca, C. D. Cieza, C. A. P. Ciudad de Murcia, El Palmar C. F., F. C. La Unión Atlético, C. F. Lorca Deportiva, Deportiva Minera, Muleño C.F., Real Murcia Imperial C. F., Racing Murcia F. C. y UCAM Murcia C. F. "B", Unión Molinense C. F.. |

## Clasificación
| Pos. | Equipo                      | Pts. | PJ | G  | E  | P  | GF | GC | Dif. |                                                                   |
| ---- | --------------------------- | ---- | -- | -- | -- | -- | -- | -- | ---- | ----------------------------------------------------------------- |
| 1    | Águilas F. C. (A, C)        | 69   | 30 | 21 | 6  | 3  | 55 | 15 | +40  | Ascenso a Segunda Federación y Copa del Rey                       |
| 2    | C. F. Lorca Deportiva       | 58   | 30 | 17 | 7  | 6  | 54 | 28 | +26  | Acceso a Promoción de Ascenso a Segunda Federación y Copa del Rey |
| 3    | F. C. La Unión Atlético (A) | 56   | 30 | 16 | 8  | 6  | 39 | 23 | +16  | Play-Offs Ascenso a Segunda Federación                            |
| 4    | Racing Murcia F. C.         | 53   | 30 | 16 | 5  | 9  | 42 | 30 | +12  | Play-Offs Ascenso a Segunda Federación                            |
| 5    | Atlético Pulpileño          | 51   | 30 | 14 | 9  | 7  | 45 | 33 | +12  | Play-Offs Ascenso a Segunda Federación                            |
| 6    | Unión Molinense C. F.       | 50   | 30 | 14 | 8  | 8  | 44 | 31 | +13  |                                                                   |
| 7    | Real Murcia Imperial C. F.  | 44   | 30 | 13 | 5  | 12 | 39 | 32 | +7   |                                                                   |
| 8    | UCAM Murcia C. F. "B"       | 41   | 30 | 12 | 5  | 13 | 35 | 37 | −2   |                                                                   |
| 9    | C. D. Cieza                 | 40   | 30 | 10 | 10 | 10 | 43 | 39 | +4   |                                                                   |
| 10   | El Palmar C. F.             | 37   | 30 | 10 | 7  | 13 | 44 | 51 | −7   |                                                                   |
| 11   | C. A. P. Ciudad de Murcia   | 35   | 30 | 9  | 8  | 13 | 26 | 31 | −5   |                                                                   |
| 12   | U. D. Caravaca              | 34   | 30 | 9  | 7  | 14 | 33 | 43 | −10  |                                                                   |
| 13   | Deportiva Minera            | 30   | 30 | 7  | 9  | 14 | 34 | 47 | −13  |                                                                   |
| 14   | Alcantarilla F. C.          | 25   | 30 | 5  | 10 | 15 | 20 | 38 | −18  |                                                                   |
| 15   | Muleño C.F.                 | 21   | 30 | 5  | 6  | 19 | 33 | 63 | −30  |                                                                   |
| 16   | C. D. Bullense Grana        | 20   | 30 | 6  | 2  | 22 | 22 | 67 | −45  |                                                                   |

Actualizado a los partidos jugados el 23 de abril de 2023.
 Fuente: https://futbolme.com/resultados-directo/torneo/tercera-division-rfef-grupo-13/3074/

## Tabla de resultados cruzados
| Local \ Visitante          | AGU | ALC | ATP | BUL | CAR | CIE | CIU | EPA | LAU | LOR | MIN | MUL | MUR | RAC | UCA | UMO |
| -------------------------- | --- | --- | --- | --- | --- | --- | --- | --- | --- | --- | --- | --- | --- | --- | --- | --- |
| Águilas F. C.              | —   | 2–1 | 2–0 | 6–1 | 3–1 | 2–0 | 1–1 | 1–0 | 3–0 | 1–0 | 3–0 | 3–0 | 4–3 | 0–1 | 0–2 | 1–1 |
| Alcantarilla F. C.         | 0–3 | —   | 1–2 | 3–1 | 2–0 | 0–0 | 0–1 | 1–1 | 0–0 | 1–1 | 0–0 | 2–0 | 0–0 | 0–2 | 0–1 | 1–2 |
| Atlético Pulpileño         | 1–1 | 1–0 | —   | 7–0 | 2–2 | 1–2 | 1–1 | 1–2 | 1–1 | 0–5 | 4–1 | 5–4 | 1–1 | 3–0 | 1–0 | 0–0 |
| C. D. Bullense             | 0–1 | 0–2 | 0–1 | —   | 1–1 | 0–3 | 0–3 | 0–3 | 0–3 | 0–3 | 3–1 | 2–0 | 2–1 | 3–1 | 3–2 | 1–2 |
| U. D. Caravaca             | 0–2 | 1–0 | 0–0 | 2–0 | —   | 1–1 | 0–0 | 3–0 | 0–1 | 2–1 | 1–3 | 1–1 | 0–2 | 2–1 | 1–0 | 2–3 |
| C. D. Cieza                | 0–1 | 4–1 | 1–2 | 3–0 | 4–1 | —   | 2–1 | 0–1 | 1–2 | 3–2 | 0–2 | 3–2 | 2–1 | 1–1 | 1–1 | 1–1 |
| C. A. P. Ciudad de Murcia  | 0–2 | 0–0 | 0–1 | 1–0 | 0–1 | 0–0 | —   | 1–2 | 2–1 | 0–2 | 3–0 | 1–0 | 0–0 | 2–1 | 1–2 | 2–2 |
| El Palmar C. F.            | 0–3 | 2–1 | 2–3 | 1–0 | 2–1 | 3–3 | 0–2 | —   | 1–2 | 2–3 | 2–1 | 0–0 | 0–2 | 1–2 | 1–2 | 4–1 |
| F. C. La Unión Atlético    | 0–0 | 3–0 | 3–1 | 1–0 | 1–0 | 2–0 | 2–0 | 2–2 | —   | 0–0 | 2–0 | 1–0 | 1–0 | 1–1 | 3–0 | 0–2 |
| C. F. Lorca Deportiva      | 1–1 | 0–0 | 1–0 | 5–0 | 2–2 | 1–1 | 2–1 | 1–1 | 2–1 | —   | 5–0 | 5–1 | 3–2 | 1–0 | 1–2 | 1–0 |
| Deportiva Minera           | 0–0 | 1–1 | 0–0 | 0–0 | 2–0 | 1–1 | 2–0 | 2–2 | 1–2 | 1–2 | —   | 5–1 | 2–3 | 0–1 | 1–1 | 1–1 |
| Muleño C. F.               | 0–5 | 1–0 | 1–1 | 2–1 | 3–4 | 3–3 | 2–0 | 3–2 | 1–2 | 0–1 | 1–3 | —   | 1–0 | 0–0 | 2–2 | 0–2 |
| Real Murcia Imperial C. F. | 0–1 | 0–2 | 0–1 | 0–3 | 2–0 | 3–1 | 3–1 | 2–0 | 1–0 | 4–0 | 2–0 | 2–1 | —   | 2–4 | 0–1 | 0–0 |
| Racing Murcia F. C.        | 1–0 | 1–0 | 2–1 | 4–0 | 0–2 | 0–0 | 1–0 | 1–1 | 2–0 | 0–1 | 3–1 | 2–1 | 0–1 | —   | 2–0 | 2–1 |
| UCAM Murcia C. F.          | 1–2 | 1–1 | 0–1 | 4–1 | 2–1 | 0–1 | 1–1 | 3–2 | 1–1 | 0–2 | 0–2 | 2–1 | 0–1 | 3–1 | —   | 0–1 |
| Unión Molinense C. F.      | 0–1 | 7–0 | 0–2 | 1–0 | 2–1 | 2–1 | 0–1 | 1–3 | 1–1 | 2–0 | 3–1 | 3–1 | 1–1 | 1–2 | 1–0 | —   |

## Play Off de Ascenso a Segunda Federación
Equipos clasificados
| Pos. | Grupo XIII              |
| ---- | ----------------------- |
| 2.°  | C. F. Lorca Deportiva   |
| 3.°  | F. C. La Unión Atlético |
| 4.°  | Racing Murcia F. C.     |
| 5.°  | Atlético Pulpileño      |

|  | Semifinales                     | Semifinales                     | Semifinales                     |   |                       | Final                   | Final                   | Final                   |  |
|  | 30 de abril y 7 de mayo de 2023 | 30 de abril y 7 de mayo de 2023 | 30 de abril y 7 de mayo de 2023 |   |                       | 14 y 21 de mayo de 2023 | 14 y 21 de mayo de 2023 | 14 y 21 de mayo de 2023 |  |
|  |                                 |                                 |                                 |   |                       |                         |                         |                         |  |
|  |                                 |                                 |                                 |   |                       |                         |                         |                         |  |
|  | Atlético Pulpileño              | 2                               | 1                               |   |                       |                         |                         |                         |  |
|  | Atlético Pulpileño              | 2                               | 1                               |   |                       |                         |                         |                         |  |
|  | C. F. Lorca Deportiva           | 2                               | 2                               |   |                       |                         |                         |                         |  |
|  | C. F. Lorca Deportiva           | 2                               | 2                               |   | C. F. Lorca Deportiva | 0                       | 0                       |                         |  |
|  |                                 |                                 |                                 |   | C. F. Lorca Deportiva | 0                       | 0                       |                         |  |
|  |                                 |                                 | F. C. La Unión Atlético         | 0 | 1                     |                         |                         |                         |  |
|  | Racing Murcia F. C.             | 1                               | F. C. La Unión Atlético         | 0 | 1                     | 2                       |                         |                         |  |
|  | Racing Murcia F. C.             | 1                               |                                 |   |                       | 2                       |                         |                         |  |
|  | F. C. La Unión Atlético         | 1                               | 3                               |   |                       |                         |                         |                         |  |
|  | F. C. La Unión Atlético         | 1                               | 3                               |   |                       |                         |                         |                         |  |
|  |                                 |                                 |                                 |   |                       |                         |                         |                         |  |

## Clasificado a la Copa del Rey
| Bandera de la Región de Murcia |
| Águilas Fútbol Club            |
| 1º Grupo                       |